# NGC 5489
NGC 5489 é uma galáxia espiral (Sa) localizada na direcção da constelação de Centaurus. Possui uma declinação de -46° 05' 20" e uma ascensão recta de 14 horas, 12 minutos e 00,7 segundos.
A galáxia NGC 5489 foi descoberta em 1 de Julho de 1834 por John Herschel.